# آثار كارثة تشيرنوبل
تسببت كارثة تشيرنوبل عام 1986 بتسرب كميات كبيرة من التلوث الإشعاعي ضمن الغلاف الجوي بشكل نويدات مشعة (نظائر مشعة) جزيئية وغازية. اعتبارًا من عام 2019، اعتُبر التسريب غير المتعمد المؤثر الأكبر على النشاط الإشعاعي في البيئة.
يقترح عمل اللجنة العلمية المعنية بمشاكل البيئة (سكوب) أن حادثة تشيرنوبل لا يمكن مقارنتها مباشرة بالتجارب الجوية للأسلحة النووية بالاقتصار على رقم واحد، بأن يكون أحدها أكبر من الآخر بمرات عديدة. ويعود ذلك جزئيًا إلى حقيقة أن النظائر التي تحررت في تشيرنوبل تميل لأن تكون أطول عمرًا من تلك التي تُحرَّر بواسطة تفجير القنابل الذرية.[بحاجة لمصدر]
يقدر الضرر الاقتصادي الناجم عن الكارثة بـ 235 مليار دولار.

## آثار الإشعاع على البشر
وفقًا للجنة الأمم المتحدة العلمية المعنية بآثار الإشعاع الذري (UNSCEAR)، فإن حادثة تشيرنوبل تسببت بحلول عام 2005 بجرعة 61200 مان سيفرت من التعرض الإشعاعي لعمال الإنقاذ والأشخاص الذين تم إجلاؤهم، وبجرعة 125000 مان سيفرت لسكان أوكرانيا وبيلاروسيا وروسيا، وجرعة لمعظم الدول الأوروبية البعيدة بلغت حتى 115000 مان سيفرت. قدّر التقرير نفسه تلقي جرعة إضافية بنسبة 25% من النويدات المشعة المتبقية بعد عام 2005. قدرت لجنة «UNSCEAR» في وقت سابق من عام 1988  الجرعة الجماعية العالمية الكلية من تشيرنوبل لتكون «600000 مان سيفرت، أي ما يعادل وسطيًا 21 يومًا إضافيًا من التعرض العالمي لإشعاع الخلفية الطبيعي».

### الجرعة لعامة الناس على بعد 30 كم من المصنع
قُدرت جرعة الاستنشاق (الجرعة الداخلية) للعامّة بين 3 و150 مللي سيفرت خلال وقت وقوع الحادث وإخلائهم من المنطقة لما يعرف الآن بمنطقة الإخلاء التي تبلغ مساحتها 30 كم حول المصنع (بالاعتماد على ترسيب الأرض لنظير السيزيوم-137).
قُدرت جرعات الغدة الدرقية للبالغين في جميع أنحاء منطقة تشيرنوبل ما بين 20 و1000 ملي سيفرت، في حين بلغت التقديرات مستويات أعلى لدى الأطفال الرُضّع البالغين من العمر عام واحد، إذ قُدرت بين 20 إلى 6000 ملي سيفرت. بالنسبة لأولئك الذين غادروا في مرحلة مبكرة بعد وقوع الحادث، كانت الجرعة الداخلية نتيجة الاستنشاق أعلى بنحو 8- 13 مرة من الجرعة الخارجية الناتجة عن انبعاثات غاما/بيتا. بالنسبة لأولئك الذين بقوا حتى وقت لاحق (اليوم 10 أو أكثر)، كانت جرعة الاستنشاق أعلى بنسبة 50 إلى 70% من الجرعة بسبب التعرض الخارجي. نجمت معظم الجرعة عن اليود 131 (نحو 40%) ونظائر التيلوريوم والروبيديوم (نحو 20 إلى 30%).
جرى تقدير جرعات الابتلاع لدى المجموعة نفسها من الأشخاص بالاعتماد على نشاط السيزيوم لكل وحدة مساحة ونسب النظائر ومتوسط يوم الإخلاء ومعدل تناول الحليب والخضروات الخضراء، وما هو معروف عن نقل النشاط الإشعاعي عبر النباتات والحيوانات للبشر. بالنسبة للبالغين، قُدرت الجرعة بين 3 و 180 ملي سيفتر، في حين قُدرت الجرعة بين 20 و 1300 ميلي سيفتر للرُضّع. يُعتقد أيضًا أن معظم الجرعة تعود غالبًا إلى اليود 131.

### تعرّض الأطفال للإشعاع
تلقت أوكرانيا وبيلاروس وأجزاء من روسيا كميات كبيرة من الإشعاع بعد كارثة تشيرنوبل عام 1986، وقبل وقوع الكارثة كان عدد الأطفال المصابين بسرطان الغدة الدرقية منخفضًا نسبيًا على مستوى العالم. كل عام تقريبا، يُصاب «0.1-2.2 فرد لكل مليون من جميع الذين تقل أعمارهم عن 15 سنة في جميع أنحاء العالم» بسرطان الغدة الدرقية. أظهرت الأبحاث بعد كارثة تشيرنوبل أن مستوى سرطان الغدة الدرقية، وخاصة لدى الأطفال القريبين من التعرض الإشعاعي، ازداد بشكل غير طبيعي. رغم قِصَر نصف عمر اليود-131 مقارنة بالنظائر المشعة الأخرى، شق اليود-131  طريقه عبر السلسلة الغذائية عن طريق الحليب إلى المستهلك. استُهلك 95% من اليود 131 من خلال الحليب بعد وقت قصير من وقوع الكارثة. لم تكن المجتمعات المحلية على دراية بالتلوث المتراكم في التربة وإمكانية تحويل الإشعاع إلى مصادر غذائية أخرى. من خلال استهلاك الحليب، تلقى الأطفال كميات غير طبيعية من التعرض الإشعاعي.
أظهر أيضًا معدل الامتصاص العالي المُكتشف لدى الأطفال أنه يتناسب عكسيًا مع العمر. ثمّة نسبة عالية من سرطان الغدة الدرقية منتشرة بين الأطفال الذين تقل أعمارهم عن 15 سنة والذين تعرضوا للإشعاع بعد وقوع الكارثة وتوجد زيادة في مستوى الجرعة مع تناقص العمر. يمكن تفسير هذه النسبة العكسية بالطريقة التي يمتص بها الأطفال اليود 131. يمتلك الأطفال غدة درقية أصغر من البالغين، وتختلف استجابتهم  للجرعات بعد تناول اليود 131. كشفت دراسة التعرض (دراسة الأتراب) التي أجريت في عام 2013 وجود اتجاه مماثل بين العمر والاستجابة للجرعة. كانت المجموعة مكونة من 12000 مشارك، تعرضوا جميعًا للإشعاع في بيلاروس وذُكِر أن أعمارهم قلّت عن 18 عامًا وقت حدوث التعرض.

### دراسة مستقبلية
وفرت دراسة السكان ممّن تعرضوا للإشعاع بعد حادثة تشيرنوبل بيانات مهمة تربط التعرض للإشعاع والتطور المستقبلي للسرطان.
ازدادت حالات الإصابة بسرطان الغدة الدرقية عند الأطفال في أوكرانيا وبيلاروس بعد 3 إلى 4 سنوات من الحادث، والذي يُحتمل أن يكون ناتجًا عن امتصاص اليود 131 في الغدة الدرقية. كان الأطفال أكثر عرضة للخطر، ويبدو أن الحالات لم تزدد لدى البالغين. لوحظت أكبر زيادة لدى الأطفال الذين كانوا أصغر عمرًا وقت التعرض، وأُبلِغ عن معظم حالات الغدة الدرقية لدى الأطفال في غوميل، بيلاروسيا، حيث تعرض السكان لأعلى مستويات التلوث. معظم الحالات التي ظهرت لدى السكان المتعرضين تمثلت بسرطان الغدة الدرقية الحليمي.
قبل وقوع الحادث، كان معدل سرطان الغدة الدرقية لدى الأطفال في بيلاروسيا أقل من 1 لكل مليون. بحلول عام 1995، أي بعد تسع سنوات من وقوع الكارثة، ارتفع عدد حالات الإصابة بسرطان الغدة الدرقية عند الأطفال في غوميل أوبلاست إلى 100 لكل مليون في السنة. حتى بالنسبة للبالغين، قد يكون الأشخاص ممّن تعرضوا للإشعاع في طفولتهم عرضة للإصابة بسرطان الغدة الدرقية بعد عقود من التعرض. من المهم دراسة السكان المعرضين للخطر طوال حياتهم، ومراقبة فيما إذا كانت هناك أنماط مختلفة تظهر في الأورام التي تتطور مع زمن هجوع أطول.
اقترح فريق من الخبراء الذين يشكلون جزءًا من جدول أعمال الأبحاث حول صحة تشيرنوبل (إيه آر سي إتش ARCH) سلسلة من الدراسات المحتملة التي ستبحث بالآثار المستمرة لحادثة تشيرنوبيل، وتوفر المزيد من المعلومات حول الحجم الكامل للعواقب الصحية المتعلقة بالحادثة. يمكن لنتائج المراقبة المستمرة للسكان المتعرضين أن توفر مزيدًا من المعلومات حول المخاطر وكذلك التعرض المستقبلي للإشعاع.

## الاستجابة الدولية
بعد كارثة تشيرنوبل، أصبحت العديد من الدول مترددة حول توسيع برامجها النووية. حاولت بعض الدول، مثل إيطاليا وسويسرا، حظر الطاقة النووية. أرجأ آخرون، مثل هولندا وفنلندا إضافة محطات الطاقة النووية. أعادت الكارثة تأكيد السياسة التي اتخذتها النمسا والسويد لإنهاء استخدام جميع أشكال الطاقة النووية. أنشأت ألمانيا منظمات تنظيمية وسياسة جديدة متضمنةً الوزارة الفيدرالية للبيئة وسلامة المفاعلات، وقانون جديد للحماية الاحترازية ضد الإشعاع النووي.
لم يقتصر تطبيق أدوات السياسة على المستوى الوطني فحسب، إنما على المستوى الدولي أيضًا. في يونيو 1986، طبّق الاتحاد الأوروبي معايير جديدة للسيزيوم. حاولوا تطبيق الأمر ذاته بالنسبة لليود، لكنهم لم يتمكنوا من التوصل إلى اتفاق. بالإضافة إلى ذلك، أُسِّس العديد من البرامج الدولية، بما في ذلك الجمعية العالمية للمشغلين النوويين. ربطت هذه الجمعية بشكل أساسي 130 مشغلاً في 30 دولة مختلفة. يزور المهندسون النوويون المنشآت النووية في جميع أنحاء العالم للتعلم والعمل من أجل تدابير وقائية أفضل للسلامة.
أحدثت الوكالة الدولية للطاقة الذرية (آي إيه إي إيه IAEA)، التي أنشئت في عام 1957، مركز تنسيق المساعدة في مجال السلامة النووية، والذي يعد مثالاً للتعاون الدولي متعدد الأطراف الناتج عن الكارثة (ورلد نوكليار 2016). وضعوا اتفاقية التبليغ المبكر عن وقوع حادث نووي واتفاقية المساعدة في حالة وقوع حادث نووي أو حالة طوارئ إشعاعية. دعت الدول إلى مجموعة أكثر شمولاً من اللوائح الإلزامية لمحطات الطاقة النووية من الإدارة الآمنة للتركيب إلى الإدارة الآمنة للنفايات المشعة. وضعوا أيضًا الاتفاقية المشتركة لسلامة إدارة الوقود المستهلك والتي ألزمت الدول فيها بوضع سياسة مناسبة للتحكم بإدارة محطات الطاقة النووية.